# Chiesa di San Leonardo (Cupramontana)
La chiesa di San Leonardo, nota anche con il titolo di collegiata, è la principale parrocchiale di Cupramontana, in provincia di Ancona e diocesi di Jesi; fa parte del zona pastorale di Cupramontana.

## Storia
L'originario luogo di culto dedicato a san Leonardo, filiale della pieve di Sant'Eleuterio, venne costruito nel 1151 all'interno del castello cuprense.
Nel 1239 è attestato un primo restauro della chiesa, seguito da un altro, di più ampio respiro, nel 1524; una ventina di anni dopo, nel 1548 fu eretto il campanile.
L'edifidio venne descritto come rovinato in occasione della visita pastorale del 1573 e, nel secolo successivo, fu rimaneggiato e abbellito, per poi essere consacrato il 18 novembre 1674 dal cardinale Alderano Cybo.
Tuttavia, nel Settecento la chiesa risultava nuovamente in cattive condizioni, cosicché si decise di demolirla e riedificarla dalle fondamenta. Il progetto venne affidato all'architetto Cristoforo Moriconi e nel 1755 iniziarono i lavori di costruzione della nuova parrocchiale; quest'ultima fu aperta al culto nel 1760 e consacrata il 18 novembre 1766 dal vescovo di Jesi Ubaldo Baldassini.
Nel corso del XIX secolo la collegiata fu oggetto di interventi di abbellimento e di decorazione, specialmente per quanto riguarda l'interno, e pure la canonica venne restaurata.
L'evento sismico del 1997 arrecò vari danni alla chiesa, che dovette essere dichiarata inagibile e nello stesso anno iniziò l'opera di restauro e di ripristino, in occasione della quale si procedette pure all'adeguamento liturgico secondo le norme postconciliari mediante l'aggiunta dell'ambone e dell'altare rivolto verso l'assemblea; il luogo di culto fu riaperto nel 2005.
La parrocchiale venne nuovamente lesionata dal terremoto del 2016 e, pertanto, tra il 2017 e il 2019 fu messa in sicurezza e consolidata.

## Descrizione

### Esterno
La facciata a salienti della chiesa, rivolta a sudest, è suddivisa da una cornice marcapiano in due registri, entrambi scanditi da lesene e abbelliti da specchiature; quello inferiore è caratterizzato dal portale d'ingresso timpanato e da due nicchie con le statue dei Santi Eleuterio e Leonardo, mentre quello superiore presenta una finestra architravata e altre due nicchie con i simulacri di Sant'Andrea Avellino e della Vergine col Bambino ed è coronato dal frontone.
Annesso alla parrocchiale è il campanile a base quadrata, la cui cella presenta su ogni lato una monofora a tutto sesto ed è coronata dal cupolino.

### Interno

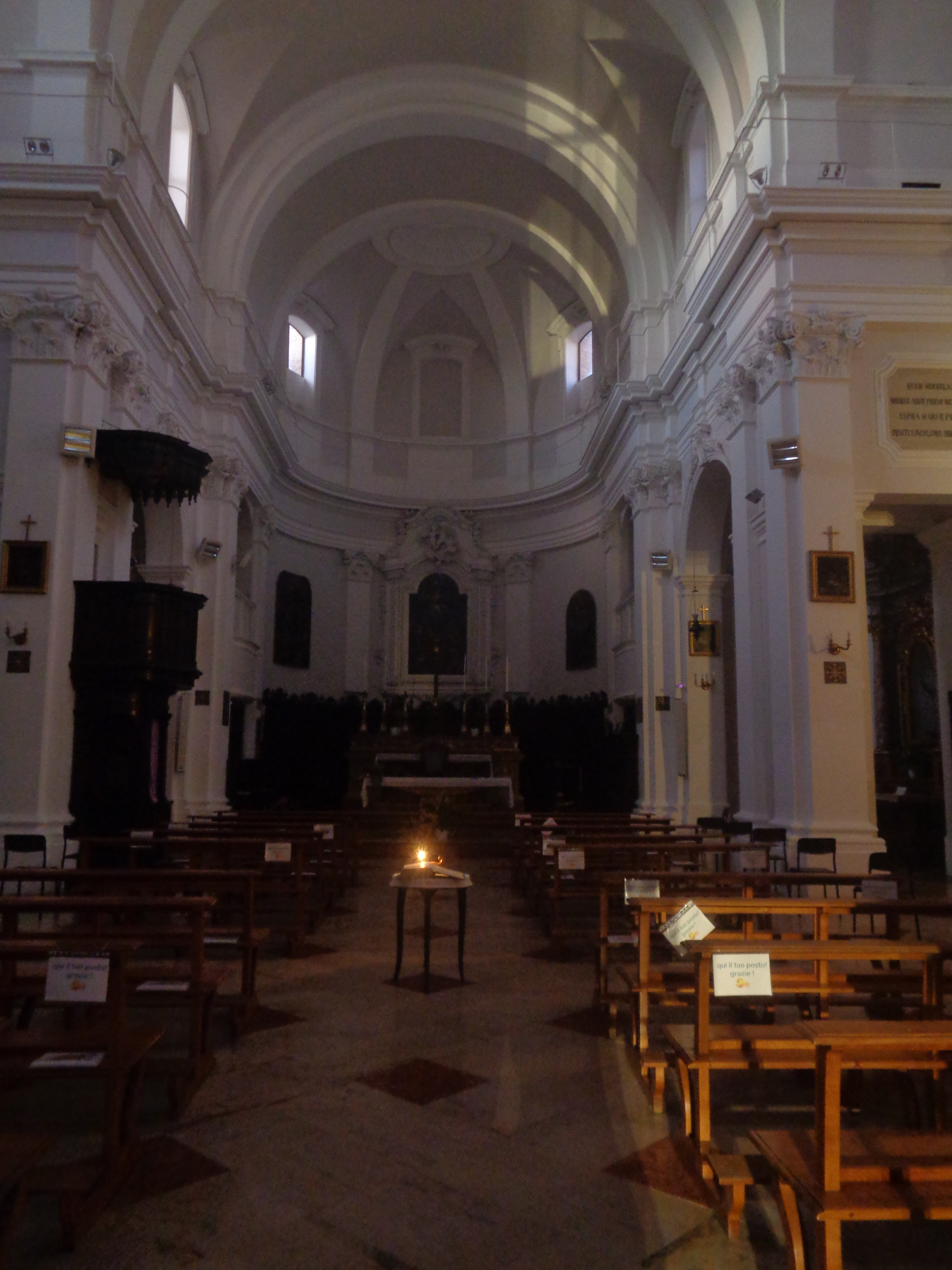
L'interno

L'interno dell'edificio, la cui pianta è a croce greca, si compone di un'ampia navata centrale, sulla quale si affacciano i bracci del transetto e le cappelle laterali, introdotti da archi a tutto sesto e tra di loro intercomunicanti in modo da formare due navate minori, e le cui pareti sono scandite da lesene con capitelli compositi sorreggenti la trabeazione aggettante e modanata sopra la quale si imposta la volta di copertura; al termine dell'aula si sviluppa il presbiterio, rialzato di un gradino e chiuso dall'abside di forma semicircolare, nella quale sono collocati gli stalli del coro.
Qui sono conservate diverse opere di pregio, tra le quali la tela dell'Immacolata, dipinta nel XVII secolo da Clemens Kapp, tavola con soggetto la Beata Vergine della Colonna, realizzata nel XV secolo da Marcantonio di Andrea, la tela che rappresenta l'Assunzione della Madonna con i Santi Eleuterio e Leonardo, la pala raffigurante San Filippo e il suffragio, attribuita a Pietro Paolo Aquilini, le due statue lignee del Cristo morto e della Madonna Addolorata e il dipinto ritraente la Circoncisione del bambino Gesù, eseguita nel 1615 dal Sarti.